# Подем
Поде́м (болг. Подем) — село в Плевенській області Болгарії. Входить до складу общини Долішня Митрополія.

## Населення
За даними перепису населення 2011 року у селі проживали 892 особи.
Національний склад населення села:
| Національність   | Кількість осіб | Відсоток |
| ---------------- | -------------- | -------- |
| болгари          | 848            | 98,0%    |
| цигани           | 10             | 1,2%     |
| турки            | 3              | 0,3%     |
| інша             | 0              | 0%       |
| не визначились   | 4              | 0,5%     |
| Всього відповіли | 865            |          |

Розподіл населення за віком у 2011 році:
Динаміка населення: